# ビサクロン
ビサクロン(Bisacurone)は、C15H24O3の分子式を持つ、ウコン(Curcuma longa)から単離された化合物である。in vitroで、抗炎症、抗酸化、抗転移等を含めた様々な効果が確認されている。